# 아브릴과 조작된 세계
《아브릴과 조작된 세계》(프랑스어: Avril et le Monde Truqué)는 2015년 프랑스, 벨기에, 캐나다 합작 SF 애니메이션 영화이다. 크리스티앙 데마레와 프랑크 에킨시 감독이 연출하였다. 프랑스 만화가 자크 타르디의 화풍을 바탕으로 한 스팀펑크 세계를 그리고 있다.

## 성우진
| 배역명                     | 프랑스어 성우       | 영어 성우     |
| -------------------------- | ------------------- | ------------- |
| 아브릴 프랑클랭            | 마리옹 코티야르     | 앤절라 걸루포 |
| 다루앵                     | 필리프 카테린       | 토니 헤일     |
| 프로스페르 "팝스" 프랑클랭 | 장 로슈포르         | 토니 로비노   |
| 폴 프랑클랭                | 올리비에 구르메     | 마크 카마초   |
| 아넬 프랑클랭              | 마샤 그르농         | 마샤 그르농   |
| 쥘리위스                   | 마르크앙드레 그롱댕 | 토드 페널     |
| 가스파르 피초니            | 불리 라네르스       | 폴 지어마티   |
| 키멘                       | 안 코장             | 수전 서랜던   |
| 로드리그                   | 브누아 브리에르     | J. K. 시먼스  |